# Gelanes simillimus
Gelanes simillimus là một loài tò vò trong họ Ichneumonidae.